# Svartbrynad sångare
Svartbrynad sångare (Phylloscopus ricketti) är en fågel i familjen lövsångare inom ordningen tättingar.

## Utseende och läte
Svartbrynad sångare är en medelstor (10–11 cm) lövsångare med bjärt gult på huvud och undersida. Vidare har den en pregnant huvudteckning med svartaktig hjässida, ett gröngult centralt hjässband, långt och livligt gult ögonbrynsstreck samt svartaktigt på tygeln och i ett streck genom ögat. På kind och örontäckare är den olivgul med olivgrön anstrykning. Sången består av en serie ljusa accelererande toner, medan lätet beskrivs i engelsk litteratur som ett frejdigt "pi-pew".

## Utbredning och systematik
Fågeln häckar i bergsområden i södra Kina. Den övervintrar i Laos och södra Vietnam. Den behandlas som monotypisk, det vill säga att den inte delas in i några underarter.

### Släktskap
Svartbrynad sångare har tidigare behandlats som en del av gulgumpad sångare (P. cantator). Åt andra hållet har hartertsångaren fram tills nyligen kategoriserats som underart till svartbrynad sångare.

### Släktestillhörighet
DNA-studier visar att släktet Phylloscopus är parafyletiskt gentemot Seicercus. Dels är ett stort antal Phylloscopus-arter närmare släkt med Seicercus-arterna än med andra Phylloscopus (bland annat svartbrynad sångare), dels är inte heller arterna i Seicercus varandras närmaste släktingar. Olika taxonomiska auktoriteter har löst detta på olika sätt. De flesta expanderar numera Phylloscopus till att omfatta hela familjen lövsångare, vilket är den hållning som följs här. Andra flyttar bland andra svartbrynad sångare till ett expanderat Seicercus.

### Familjetillhörighet
Lövsångarna behandlades tidigare som en del av den stora familjen sångare (Sylviidae). Genetiska studier har dock visat att sångarna inte är varandras närmaste släktingar. Istället är de en del av en klad som även omfattar timalior, lärkor, bulbyler, stjärtmesar och svalor. Idag delas därför Sylviidae upp i ett antal familjer, däribland Phylloscopidae. Lövsångarnas närmaste släktingar är familjerna cettior (Cettiidae), stjärtmesar (Aegithalidae) samt den nyligen urskilda afrikanska familjen hylior (Hyliidae).

## Levnadssätt
Svartbrynad sångare hittas i blandskog, enskog och öppnare vegetation på sluttningar upp till 1500 meters höjd. Den ses vanligen enstaka eller i par, ofta i artblandade flockar utanför häckningstid, födosökande i trädtoppar på jakt efter små ryggradslösa djur. Liksom andra lövsångare är den mycket aktiv i lövverket och kan ofta ses fånga insekter i flykten.

### Häckning
Fågeln häckar mellan maj och juli, med ägg funna i juni och ungar i juli. Boet placeras på marken bland klippblock eller upp till en meter upp i vegetationen.

## Status och hot
Arten har ett stort utbredningsområde, men tros minska i antal, dock inte tillräckligt kraftigt för att den ska betraktas som hotad. Internationella naturvårdsunionen IUCN listar arten som livskraftig (LC). Populationen har inte uppskattats, men den beskrivs som lokalt och sparsamt förekommande.

## Namn
Fågelns vetenskapliga artnamn hedrar Charles Boughey Rickett (1851-1943), brittisk bankman och samlare av specimen i Bortre Orienten.